# Partito Associazione di Candidati
Il Partito Associazione di Candidati (in groenlandese Kattusseqatigiit Partiiat) è partito politico groenlandese fondato nel 2005.

## Risultati elettorali
| Elezione          | Voti  | % | Seggi  |
| ----------------- | ----- | - | ------ |
| Parlamentari 2005 | 1.170 |   | 1 / 31 |
| Parlamentari 2009 | 1.084 |   | 1 / 31 |
| Parlamentari 2013 | 326   |   | 0 / 31 |

### Delegazione al parlamento danese
| Elezione          | Voti  | % | Seggi   |
| ----------------- | ----- | - | ------- |
| Parlamentari 2007 | 3.436 |   | 0 / 175 |
| Parlamentari 2011 | 2.882 |   | 0 / 175 |
| Parlamentari 2015 | 1.753 |   | 0 / 175 |